# Mestolobes scleropis
Mestolobes scleropis là một loài bướm đêm thuộc họ Crambidae. Nó là loài đặc hữu của Molokai.